# 高崎観光バス
有限会社高崎観光バス（たかさきかんこうバス）は、宮崎県都城市に本社を置くバス事業者である。

## 沿革
- 2000年1月11日 - 高崎町乗合バス運行開始。[1]
- 2000年6月12日 - 旧高城町にて乗合バス運行開始。[1]
- 2016年4月1日 - 宮崎交通の路線廃止に伴い、都城〜雀ヶ野線および都城〜霧島神宮線の代替運行を開始[2][3]。

## 路線バス
以下の路線を運行している。nimocaなどのICカードでの運賃精算は一切不可。
- 都城市役所 - 高専前 - 高木 - 下水流 - 炭床
- 都城市役所 - 高専前 - 谷頭駅 - 万ヶ塚駅 - 瀬茅公民館 - 高崎新田駅 - ラスパ高崎
- 都城駅前 - 都城市役所 - 自衛隊前 - 庄内 - 霧島神宮
- 中央待合所 - 高専入口 - 高城高校 - 雀ヶ野
  - 雀ヶ野で宮崎市街方面行きの宮崎交通バスとの乗り継ぎが可能

## 過去の路線
自治体からの委託を受けて、以下のコミュニティバスを運行していた。

### 高崎町乗合バス

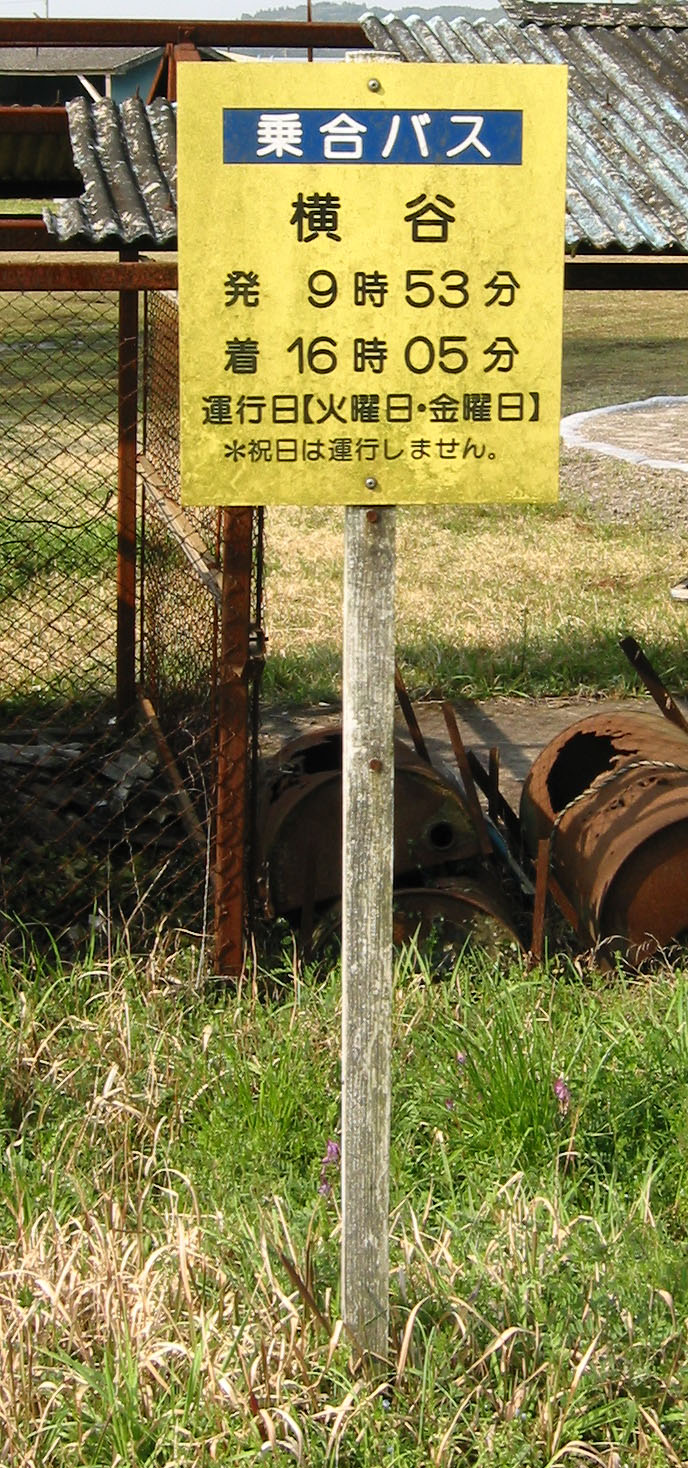
高崎町乗合バスのバス停

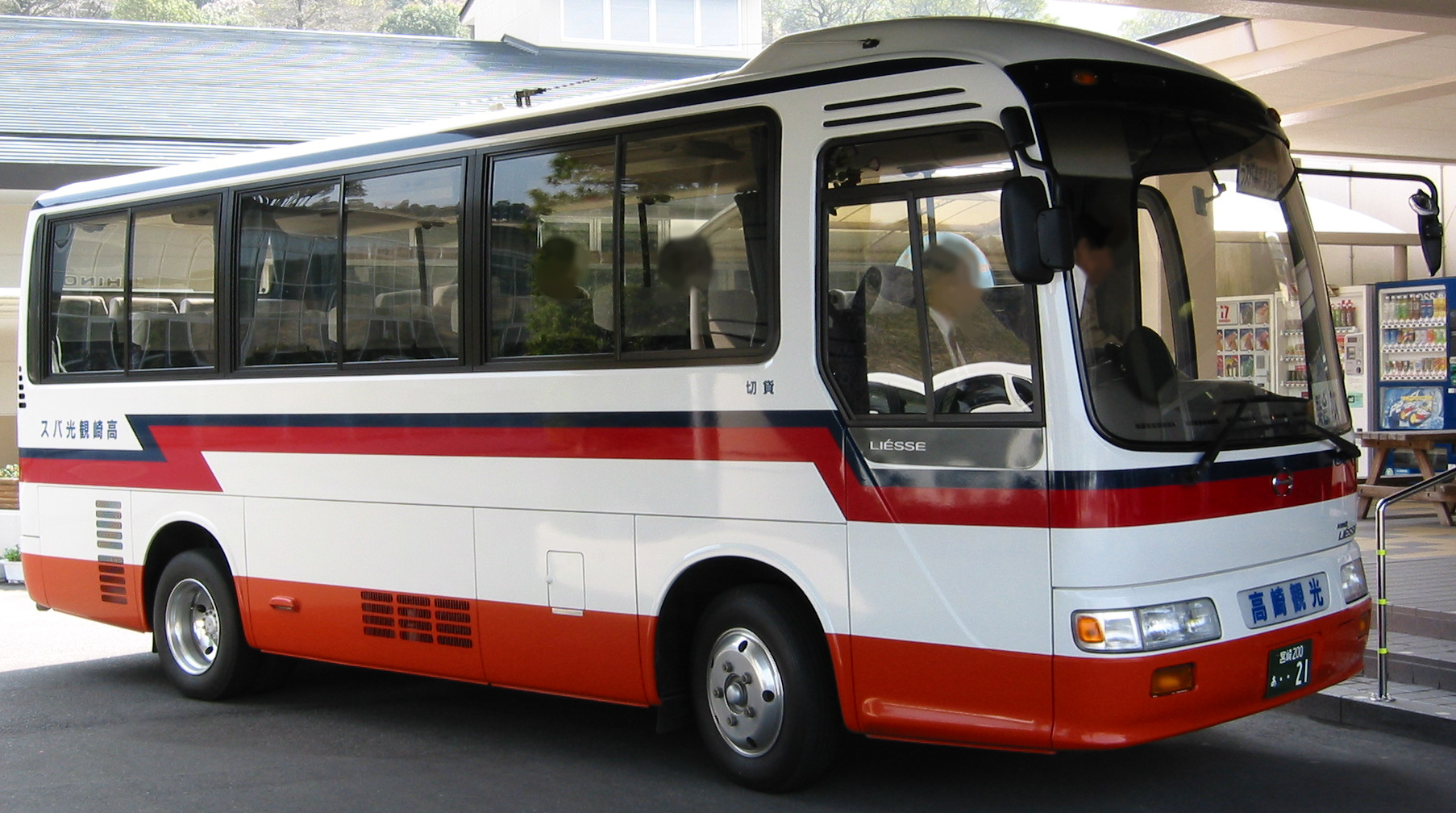
高崎町乗合バスの車両

#### 概要
- 運賃は1回400円均一。
- 祝祭日は運休。

#### 路線
Aコース
- 温泉センター - 縄瀬原 - 小牧 - 上轟 - 下轟 - 鵜戸
  - 月曜、水曜のみの運行。

Bコース
- 温泉センター - 塚原 - 吉村 - 木下 - 杉倉
  - 火曜、金曜のみの運行。

Cコース
- 温泉センター - 原村 - 横谷 - 樋之口 - 三和
  - 火曜、金曜のみの運行。

Dコース
- 温泉センター - 荒場 - 田中 - 牟礼水流 - 権堀 - 東
  - 月曜、水曜のみの運行。

### 高城地域乗合バス

#### 概要
- 運賃は1回400円均一。

#### 路線
Aコース
- 商工会前 - 高城総合支所前 - 健康増進センター - 中原防火水槽前 - 平八重公民館前 - 本八重公民館前
  - 月曜、金曜のみの運行。

Bコース
- 商工会前 - 高城総合支所前 - 健康増進センター - 新地熊野神社前 - 大窪納骨堂前 - 養豚センター前
  - 火曜、木曜のみの運行。

Cコース
- 商工会前 - 高城総合支所前 - 健康増進センター - 有水分館前 - 上星原公民館前 - 岩屋ヶ野公民館前 - 太郎公民館前
  - 火曜、木曜のみの運行。

Dコース
- 健康増進センター - 高城総合支所前 - 商工会前 - ふれあいスポーツ館前 - 第4自治公民館前 - 横原公民館前 - 野崎組前
  - 月曜、金曜のみの運行。